# Percy Jones (futbolista)
Percy Jones fue un futbolista brito-argentino que jugó en la era amateur del fútbol. Su campaña la desarrolló en Rosario Central.

## Carrera
Jones formó parte de los primeros equipos de Rosario Central, a principios del siglo XX; por ello, los datos estadísticos sobre su carrera están incompletos. Debutó en 1905, año en el que la recientemente creada Liga Rosarina de Fútbol disputó su primera temporada, jugándose la Copa Santiago Pinasco, considerada de segunda división. La categorización de este inicial torneo imposibilitaba a Rosario Central y Atlético del Rosario el participar con sus habituales titulares, ya que ambos clubes venían participando de manera oficial en copas nacionales, lo cual facilitó el debut de nuevos valores en el cuadro auriazul.
Tuvo durante 1907 mayor constancia en la alineación titular, desempeñándose habitualmente como puntero por el sector derecho, aunque en ocasiones también lo hacía por el izquierdo. En esa temporada le marcó un gol a Newell's Old Boys en la primera victoria del cuadro centralista sobre dicho rival, sucedida el 8 de septiembre (2-0). Los dos años posteriores su participación en el primer equipo mermó, jugando preferentemente en el equipo de segunda división (equivalente al actual plantel de reserva), aunque integró el cuadro campeón de la Copa Nicasio Vila 1908, torneo de liga de primera división rosarina. En 1910 volvió a ser habitual su presencia en el onceno titular. En su carrera en el auriazul, al menos disputó 19 partidos y marcó 12 goles.

## Clubes
| Club            | País      | Año       |
| --------------- | --------- | --------- |
| Rosario Central | Argentina | 1905-1910 |

## Palmarés
| Equipo          | País      | Título                  | Año  |
| --------------- | --------- | ----------------------- | ---- |
| Rosario Central | Argentina | Liga Rosarina de Fútbol | 1908 |
| Rosario Central | Argentina | Copa Damas de Caridad   | 1910 |